# 투르크메니스탄 중앙은행
투르크메니스탄 중앙은행(투르크멘어: Türkmenistanyň Merkezi Banky)은 투르크메니스탄의 중앙은행이다. 아시가바트 중심에 위치해 있다. 1991년에 설립되어 국가의 은행 시스템을 규제하고 국가 재정 정책을 감독한다.
그것은 독특한 고층 건물에 위치해 있다.

## 위원회
투르크메니스탄 중앙은행 위원회는 홀수 인원으로 구성되어 있다. 여기에는 이사회 의장인 주지사와 여러 명의 부회장이 포함된다. 메르단 아나두르디예프는 2015년 1월부터 주지사를 맡고 있다.

## 투르크메니스탄 말의 날
2013년 투르크메니스탄 중앙은행은 투르크메니스탄 말의 날을 기념하여 새로운 기념주화 모음집을 발행했다. 투르크메니스탄의 아할테케 말이라고 불리는 금화와 은화는 18달러의 가치가 있다. "하늘에서 온 말"로 알려진 고대 아할테케 말은 투르크메니스탄의 국가 유산의 일부이며, 국제 말 손질 중심지로 여겨진다.